# The Sonny Side of Chér
The Sonny Side of Chér — второй студийный альбом американской певицы и актрисы Шер, выпущенный в апреле 1966 года на лейбле Imperial Records. Название альбома является игрой слов имени её первого мужа Боно. После выхода альбом получил положительные отзывы критиков. The Sonny Side of Chér стал вторым успешным альбомом Шер 1960-х годов.

## Об альбоме
После успеха своего предыдущего альбома, Шер быстро записала ещё один альбом. The Sonny Side of Chér записан по той же формуле что и первый альбом: большая часть - кавер-версии и несколько песен, написанных Боно. Альбом был менее успешен, чем предыдущий, но содержит большее количество хитов. Он содержит первый сольный Топ-10 хит Шер «Bang Bang (My Baby Shot Me Down)», написанный Боно. С «Bang Bang» Шер окончательно обосновалась в американской поп-культуре. Также пластинка содержит две песни с французским влиянием, «A Young Girl» и «Our Day Will Come» и знаменитую песню Эдит Пиаф «Milord».
Как и в альбоме All I Really Want to Do, Шер записала песню, написанную и исполненную Бобом Диланом «Like a Rolling Stone». Альбом также включает песню Тома Джонсона «It's Not Unusual», популярные песни «Our Day Will Come» и «The Girl from Ipanema».
The Sonny Side of Chér получил смешанные отзывы критиков. Тим Сендра из Allmusic дал альбому две с половиной звезды, сравнивая его с предыдущим: "Сонни Боно возится с фолк-рок формулой, которая сделала предыдущий альбом Шер таким восхитительным и разрушает всё, оставив альбом не более чем просто вызывающим любопытство."
В 1992 году The Sonny Side of Chér и дебютный альбом All I Really Want to Do были переизданы EMI на одном диске, содержащем все песни с обоих альбомов. После, в 1995 году эта версия была переиздана вместе с альбомом Chér. Последняя версия альбомы была выпущена в 2005 году на лейбле BGO Records только в Великобритании. Оригинальный альбом The Sonny Side of Chér в полном объёме до сих пор остаётся неизданным на компакт-диске.

## Позиции в чартах
The Sonny Side of Chér, как и дебютный диск Шер, имел успех в США. Альбом дебютировал в Billboard 200 одновременно с альбомом Sonny & Cher The Wondrous World of Sonny & Cher, в итоге достигнув 26-го места. Альбом также дебютировал в британском чарте со строчки №28 в мае и достиг своего пика (11-е место) спустя 3 недели. Альбом оставался в чарте 11 недель, до июля 1966 года. The Sonny Side of Chér также стал последним альбомом Шер, попавшим в британский чарт, вплоть до 1987 года, когда её альбом Cher занял 26-ю позицию. Альбом также имел небольшой успех в Норвегии, где он занял 17-е место в альбомном чарте.

## Синглы
С альбома вышло два сингла, оба написаны Сонни Боно. Первый сингл "Where Do You Go", вдохновленный музыкой Боба Дилана, занял 25-е место в Billboard Hot 100 и 17-е в канадском чарте. Второй, "Bang Bang (My Baby Shot Me Down)", стал наиболее известной песней Шер 60-х, достиг 2-го места в чарте США и стал большим хитом в Великобритании, где он расположился на 3-й строчке. Песня позже была перепета Сонни Боно на альбоме Sonny & Cher Live in Las Vegas Vol. 2 и перезаписана самой Шер в 1987 году.

## Список композиций
| №  | Название                           | Автор(ы)                                             | Длительность |
| -- | ---------------------------------- | ---------------------------------------------------- | ------------ |
| 1. | «Bang Bang (My Baby Shot Me Down)» | Sonny Bono                                           | 2:40         |
| 2. | «A Young Girl (Une enfante)»       | Oscar Brown, Jr., Charles Aznavour, Robert Chauvigny | 3:22         |
| 3. | «Where Do You Go»                  | Sonny Bono                                           | 3:12         |
| 4. | «Our Day Will Come»                | Bob Hilliard, Mort Garson                            | 2:12         |
| 5. | «Elusive Butterfly»                | Bob Lind                                             | 2:30         |
| 6. | «Like a Rolling Stone»             | Bob Dylan                                            | 3:45         |

| №  | Название                | Автор(ы)                                                | Длительность |
| -- | ----------------------- | ------------------------------------------------------- | ------------ |
| 1. | «Ol' Man River»         | Oscar Hammerstein II, Jerome Kern                       | 2:50         |
| 2. | «Come to Your Window»   | Bob Lind                                                | 2:48         |
| 3. | «The Girl from Ipanema» | Vinicius de Moraes, Norman Gimbel, Antonio Carlos Jobim | 2:09         |
| 4. | «It's Not Unusual»      | Gordon Mills, Leslie Reed                               | 2:08         |
| 5. | «Time»                  | Michael Merchant                                        | 3:16         |
| 6. | «Milord»                | Lewis, Marguerite Monnot, George Moustaki               | 2:43         |

## Чарты
| Чарт (1966)                 | Высшая позиция |
| --------------------------- | -------------- |
| UK Albums Chart             | 11             |
| Norway Albums Chart         | 17             |
| United States Billboard 200 | 26             |

## Над альбомом работали
- Шер - вокал
- Сонни Боно - музыкальный продюсер, автор
- Гарольд Баттист - аранжировщик
- Ларри Левин - звукооператор
- Стэн Росс - звукооператор
- Вуди Вудвард - арт-директор